# ドルフィンアンテナ
ドルフィンアンテナとは、自動車の屋根の後方に取り付けられたヒレ状のアンテナのこと。イルカのヒレに似ているためドルフィンアンテナと呼ぶ。
類似の呼び方でシャークフィンアンテナと呼んでいるメーカーもある。AM/FMのアンテナであるものが多いが、メーカーによってはナビ用アンテナや地デジテレビ用のアンテナもある。
また、近年、刀状のアンテナも出現して来てそれらは差別化するためにブレードアンテナと呼んでいる。